# Ninety Six National Historic Site
Le Ninety Six National Historic Site est une aire protégée américaine dans le comté de Greenwood, en Caroline du Sud. Inscrit au Registre national des lieux historiques depuis le 3 décembre 1969, classé National Historic Landmark le 7 novembre 1973, le site est désigné site historique national le 19 août 1976. Il protège le village de Ninety Six.